# Michaił Czeriewatienko
Michaił Iwanowicz Czeriewatienko (ros. Михаил Иванович Череватенко, ur. 1903 w guberni jekaterynosławskiej, zm. 1 października 1941 k. wsi Kulabiwka w obwodzie kijowskim) – funkcjonariusz radzieckich organów bezpieczeństwa, kapitan, szef Zarządu NKWD obwodu woroszyłowgradzkiego (obecnie obwód ługański) (1939-1941) i obwodu kijowskiego (1941).

## Życiorys
Od września 1921 do lipca 1923 uczeń technikum Ludowego Komisariatu Połączeń Drogowych w Jekaterynosławiu), później ślusarz. W latach 1923–1926 członek Komsomołu, żołnierz kompanii łączności 6 Korpusu Piechoty, od stycznia 1926 w WKP(b), od listopada 1925 do września 1927 w Armii Czerwonej, 1928 słuchacz kursów przy KC KP(b)U. Od września 1929 do lutego 1934 kolejno kierownik wydziału agitacyjno-propagandowego komórki partyjnej, sekretarz kolektywu w Pawłohradzie, kierownik wydziału agitacji masowej kolektywu, kierownik wydziału kulturalno-propagandowego rejonowego komitetu KP(b)U w Dniepropetrowsku. Od lutego 1934 do maja 1935 kierownik wydziału komitetu rejonowego KP(b)U, od maja 1935 do września 1937 III sekretarz, a od września 1937 do maja 1938 II sekretarz rejonowego komitetu KP(b)U. Od maja do października 1938 pracownik Komitetu Obwodowego KP(b)U w Mikołajowie, od grudnia 1938 w organach NKWD, od 8 stycznia 1939 do 28 marca 1941 szef Zarządu NKWD obwodu woroszyłowgradzkiego, od 25 lutego 1939 kapitan bezpieczeństwa państwowego, od 28 marca do 1 października 1941 szef Zarządu NKWD obwodu kijowskiego. Zginął na froncie.